# Oedalocanthus ornatus
Oedalocanthus ornatus är en insektsart som beskrevs av Henry 1996. Oedalocanthus ornatus ingår i släktet Oedalocanthus och familjen styltskinnbaggar. Inga underarter finns listade i Catalogue of Life.